# ديندارلو (مقاطعة فسا)
ديندارلو (بالفارسية: دیندارلو) هي قرية تقع في قسم قره‌بلاغ الريفي في إيران. يقدر عدد سكانها بـ 1,430 نسمة .